# Никифоров Володимир Валентинович
Никифоров Володимир Валентинович (нар. 20 липня 1964 року) − український еколог.

##### Освіта
У 1987 р. закінчив Харківський національний університет імені Василя Назаровича Каразіна (кафедру ботаніки біологічного факультету).
У 1992 р. закінчив аспірантуру Інституту ботаніки ім. М. Г. Холодного Національної академії наук України (відділ спорових рослин).

##### Біографія
З 1987 по 1989 роки − учитель біології і хімії Кременчуцької загальноосвітньої школи № 20» (Кременчук). 
З 1989 по 1992 − аспірант відділу спорових рослин Інституту ботаніки ім. М.Г. Холодного Національної академії наук України(НАН України) (Київ). 
З 1993 по 1995 роки − асистент кафедри фізики і хімії Кременчуцького філіалу Національного технічного університету «Харківський політехнічний інститут». 
З 1995 по 1998 роки − старший викладач кафедри прикладної екології Кременчуцького державного політехнічного інституту. 
З 1998 по 2001 роки − докторант кафедри ґрунтознавства, геоботаніки та екології факультету біології, медицини та екології Дніпровського національного університету ім. Олеся Гончара (Дніпро). 
З 2000 року − доцент кафедри екології Кременчуцького державного політехнічного університету. 
З 2001 по 2012 рік − директор регіонального ландшафтного парку «Кременчуцькі плавні» (за сумісництвом). 
З 2003 по 2013 роки − начальник науково-дослідної частини Кременчуцького національного університету імені Михайла Остроградського(КрНУ)]. 
З 2012 року − професор кафедри екології КрНУ. 
З 2013 року − перший проректор КрНУ (з наукової та міжнародної діяльності).

##### Професійна діяльність
Є автором силабусів і навчально-методичних комплексів із 12 освітніх компонент (ОК) за спеціальностями: 101 − Екологія та 162 − Біотехнологія (ОК «Вступ до спеціальності», «Генетика», «Екологічна аквакультура» і «Основи фармакогнозії»). Гарант освітньої програми магістра «Екологічна біотехнологія і біоенергетика». Співгарант програми доктора філософії з екології ОК «Аутоекологія, синекологія та охорона природи», «Структурно-функціональна організація надорганізменних систем» і «Генетична, видова й екосистемна біорізноманітність»).
Голова науково-технічної ради КрНУ, заступник голови Вченої ради КрНУ, член спеціалізованої вченої ради Д 08.051.04  за спеціальністю 03.00.16 − екологія.
Заступник головного редактора наукового журналу Вісник КрНУ (Кременчук) і член редколегій наукових журналів Екологія і ноосферологія (Дніпро), Environmental problems  (Львів) і Acta facultatis ecologiae (Зволен, Словаччина). Член програмного комітету міжнародної науково-практичної конференції «Ідеї В.І. Вернадського та науково-практичні проблеми сталого розвитку освіти і науки».

##### Коло наукових інтересів
До кола наукових інтересів належать такі напрямки досліджень:
- дослідження структурно-функціональної організації природних і антропогенних водних екосистем;
- інвентаризація та охорона видової й екосистемної біорізноманітності;
- розробка екологічних і біоенергетичних технологій;
- біотестування, біоіндикація та біомоніторинг;
- екологія людини.

##### Наукові досягнення
У 1994 р. захистив кандидатську дисертацію зі спеціальності 03.00.05 − ботаніка на тему «Золотисті водорості (Chrysophyta) Гірського Криму та Українських Карпат» (диплом КН №006250), а в 2010 р. − докторську дисертацію зі спеціальності 03.00.16 − екологія на тему «Структурна організація біогеоценозів і біогідроценозів Середнього Придніпров'я: відновлення, охорона та раціональне використання» (диплом ДД №009128).
Виконавець фундаментальних досліджень «Фізико-хімічна біологія метаногенезу гідробіонтів на прикладі синьо-зелених водоростей» (№ ДР 0108U002170, 2008−2010 рр.). Учасник міжнародного проекту Європейського Союзу «Project − Developing the knowledge and skills of teaching staff and scientific researchers and PhD students at Matej Bel University in Banska Bystrica» (ITMS code: 26110230019, module − Specialized education in natural sciences, 2012 р.). Учасник державної програми Міністерства освіти і науки Словаччини «National Scholarships Program of the Slovak Republic for foreign university teachers and researchers» (2012 р., 2013 р.). Науковий керівник прикладних досліджень за темою «Екологічна біотехнологія виробництва метану із синьо-зелених водоростей» (№ ДР 0115U002528, 2015−2016 рр.). Виконавець українсько-австрійського білатерального проєкту «Способи переробки біомаси ціаней, що викликають цвітіння водойм» (№ ДР 011U003299, 2017−2018 рр.). Учасник програми KA1 − «Learning Mobility of Individuals: Staff mobility for teaching and training activities between programme and partner countries» | Erasmus+ (2019 р.).
Автор або співавтор 215 наукових публікацій , серед яких 75 статей у 25 спеціалізованих наукових журналах, у тому числі 17 − у Scopus та 9 − у Web of Science, а також семи наукових монографій і семи охоронних документів на інтелектуальну власність.

##### Інша діяльність
- Член Президії Ради проректорів з наукової роботи Міністерства освіти і науки України з 2016 р.
- Член Басейнової Ради середнього Дніпра[5] Міністерства екології та природних ресурсів України з 2018 р.
- Експерт Наукової ради Міністерства освіти і науки України[6] (секція «Біологія, біотехнологія та актуальні проблеми медичних наук») з 2019 р.

##### Нагороди
- Почесні грамоти:

Почесна грамота Міністерства освіти і науки України (2008 р.)
Почесна грамота Національної академії наук України (2013 р.)
Почесна грамота Кабінету Міністрів України «За вагомий особистий внесок у забезпечення розвитку освіти і науки, сумлінну працю та високий професіоналізм» (2021 р.)
- Знаки:

Знак Міністерства освіти і науки України «Відмінник освіти України» (2011 р.)
Нагрудний знак «За наукові досягнення» (2015 р.)
- Диплом Лауреата Премії Полтавської обласної ради імені В. І. Вернадського (2020 р.)[7]

##### Інтелектуальна власність
1. Спосіб біологічного доочищення стічних вод / Деклараційний патент UA 63719 A. − Бюл. № 1, 2004 р. [Архівовано 29 жовтня 2021 у Wayback Machine.]
2. Спосіб отримання біогазу із синьозелених водоростей / Деклараційний патент UA 24106 U. − Бюл. № 9, 2007 р. [Архівовано 29 жовтня 2021 у Wayback Machine.]
3. Спосіб виробництва метану та добрива / Патент на корисну модель 104743 № u201509476. − Бюл. № 3, 2016 р. [Архівовано 29 жовтня 2021 у Wayback Machine.]
4. Электромагнитная совместимость электромеханических и биологических систем / Свідоцтво про реєстрацію авторського права на твір № 69235 від 19.12.2016 р. [Архівовано 29 жовтня 2021 у Wayback Machine.]
5. Спосіб отримання біогазу із синьо-зелених водоростей / Патент на корисну модель 105896, № u201509295. − Бюл. № 7, 2016 р. [Архівовано 5 червня 2019 у Wayback Machine.]
6. Комп'ютерна програма «Автоматизована система формування тезауруса на основі он-лайн сервісів перекладу» / Свідоцтво про реєстрацію авторського права на твір № 66298 від 24.06.2016 р. [Архівовано 29 жовтня 2021 у Wayback Machine.]
7. Спосіб вилучення ліпідів з біомаси ціанобактерій із застосуванням лазера / Патент на корисну модель 137244 № u201903571. − Бюл. № 19, 2019 р. [Архівовано 29 жовтня 2021 у Wayback Machine.]